# Adolfo López Mateos, Tepalcingo
Adolfo López Mateos är en ort i Mexiko.   Den ligger i kommunen Tepalcingo och delstaten Morelos, i den sydöstra delen av landet, 90 km söder om huvudstaden Mexico City. Adolfo López Mateos ligger 1 156 meter över havet och antalet invånare är 466.
Terrängen runt Adolfo López Mateos är kuperad åt sydost, men åt nordväst är den platt. Runt Adolfo López Mateos är det ganska tätbefolkat, med 104 invånare per kvadratkilometer. Närmaste större samhälle är Cuautla Morelos, 17,1 km norr om Adolfo López Mateos. Omgivningarna runt Adolfo López Mateos är en mosaik av jordbruksmark och naturlig växtlighet.